# يان كامبل
يان كامبل (بالإنجليزية: Ian Campbell)‏ (22 نوفمبر 1953 بدنفيرملين في المملكة المتحدة - ) هو مدرب كرة قدم ولاعب كرة قدم بريطاني في مركز الهجوم. لعب مع دونفرملين أثلتيك ونادي بريتشين سيتي ونادي مونتروز لكرة القدم ونادي اربوراث ونادي كاودينبيث لكرة القدم.

## وصلات خارجية
- يان كامبل على موقع قاعدة بيانات كرة القدم.إي يو (الإنجليزية)